# Hietajärvi (sjö i Finland, Egentliga Finland)
Hietajärvi är en sjö i Finland. Den ligger i Vemo kommun i landskapet Egentliga Finland, i den sydvästra delen av landet, 190 km väster om huvudstaden Helsingfors. Hietajärvi ligger 16 meter över havet. Arean är 11,1 hektar och strandlinjen är 1,86 kilometer lång. Sjön  ingår i Skärgårdshavets kustområde, Åland.   I omgivningarna runt Hietajärvi växer i huvudsak barrskog.